# Guilhelmi
Guilhelmi o Guilhelmin, anche nelle varianti Guillelmi o Villelmi (fl. 1170-1210) è stato un trovatore o joglar occitano, originario possibilmente della Guascogna e non identificabile con Guilhalmi (interlocutore di Cercamon).
Gli viene attribuito uno scambio di coblas (Tostemps enseing e mostri al meu dan) con il suo maestro Raimon de Miraval, contro il quale sembra abbia composto tenzones e sirventes.